# Бранислав Р. Милосављевић
Бранислав Р. Милосављевић, (Пожаревац, 2/14. август 1879 — Београд, 17. април 1944) био је српски официр и песник. Милосављевић је био први управник Драча 1912. Објавиоје  4 збирке, углавном родољубивих и политички ангажованих песама, аутор је песме Изгнаници, познате под насловом Креће се лађа Француска. У Балканским ратовима за посебно истицање у командовању првим борбеним пешадијским јединицама на Косову, приликом заузимања Албаније 1912. и у Брегалничкој бици 1913. више пута одликован за храброст и ванредно унапређен. По повратку из немачког заробљеништва погинуо је у енглеско-америчком бомбардовању Београда, на други дан Ускрса, 17. априла 1944.

## Биографија

### Детињство, младост и школовање
Рођен је у Пожаревцу 2/14. августa 1879. Отац, трговац, командир батаљона Народне војске, учесник је ратова 1876-1878. и 1885, мајка родом из Београда, чешко-немачког порекла из Будвајза. Имао је пет сестара.
По завршетку основне школе и гимназије уписао Војну академију у Београду и ступио у војску 1896. Завршио 29. класу Ниже школе Војне академије 1899. са одличним успехом, 18. у рангу од 77. питомаца и 13. класу Више школе Војне академије 1905, 11. у рангу од 50 официра.

### Кретање у служби
Унапређен у чин потпоручника 30. маја 1899. и распоређен у београдски гарнизон 5. јуна 1899 . Као потпоручник и поручник од 15. марта 1902. је наставник и водник у Пешадијској подофицирској школи, од 28. марта 1903. водник у 9. пешадијском пуку „Књаз Никола I“, Пожаревац. Од 2. септембра 1903. слушалац Више школе Војне академије и дисциплински официр - водник у Нижој школи Војне академије
Даље кретање у служби: од 10. октобра 1905. командир чете у 11. пеш. пуку „Карађорђе“, Крагујевац; од 13. новембра 1907. у 8. пеш. пуку „Књаз Александар“, Београд; од 2. децембра 1908. на служби у 7. пуковској окружној команди Дунавске дивизијске области, Београд; од 3. априла 1910. командир чете у 14. пеш. пуку Тимочке дивизијске области, Књажевац; од 20. јула 1910. у 12. пеш. пуку 1. позива „Цар Лазар“, Крушевац.

### Балкански ратови

#### Ослобођење Косова
У Првом и Другом балканском рату 1912. и 1913. капетан 2. и 1. класе, командир 1. чете 2. батаљона 12. пеш. пука 1. позива „Цара Лазара“ Шумадијске дивизије. Учествује у свим борбама, од првих ратних операција код пограничних караула на Преполцу и Мердару 3/16. октобра 1912, преко Тенеш-дола, Подујева до Газиместана.
Његов батаљон је 8/21. октобра 1912. први избио на Косово поље, односно Газиместан. Зато, као и због успешности и пожртвованости у борбама за ослобођење Косова, командант Треће армије генерал Божидар Јанковић, у знак нарочите пажње, са 2. батаљоном 12. пешадијског пука 1. позива „Цара Лазара“ свечано улази у Приштину 9/22. октобра 1912

#### Први управник Драча 1912. године
Као командант претходнице Шумадијско - албанског одреда први пут прешао Албанију у зиму, новембра 1912. од Призрена преко Љеша, Кроје, Тиране до Драча и Каваје. Шумадијско-албански одред заузео је 13/26. новембра Кроју, 15/28. новембра Тирану и 16/29. новембра Драч, где је српску војску свечано дочекао митрополит драчки Јаков.
Бранислав Милосављевић одређен је за првог управника Драча. Упутио је писмени поздрав становништву, образовао градску управу и поставио за председника општине Петра Ђурашковића и „тактичким држањем и умешношћу брзо стекао симпатије и поштовање Драчана“.
У околини Драча и код Каваје успешно учествује у умирењу побуњених арнаутских села и избавља опкољене четнике у Пекињу. Предложен и за унапређење и за одликовање.

#### Други балкански рат
У Другом балканском рату као командир 1. чете 2. батаљона 12. пеш. пука 21. јуна/4. јула 1913. налази се у првом борбеном реду који је запосео врх Рајчанског рида, што је била пресудна победа у бици на Брегалници .
За показану храброст и посебно истицање у командовању више пута је одликован и унапређен 1913. године: Сребрном „Обилићевом“ медаљом за храброст 5. маја 1913., Златном „Обилићевом“ медаљом за храброст 30. новембра 1913., распоређен је на службу за генералштабне послове на место ађутанта Ибарске дивизијске области 10. септембра и ванредно унапређен у чин мајора 31. октобра 1913

### Први светски рат

#### У источној Босни и западној Србији
За време Битке на Дрини ађутант Ибарске дивизије са седиштем у Косовској Митровици и Новом Пазару, која служи као веза између србијанске и црногорске војске у операцијама у Источној Босни и Западној Србији .
Највећи успеси Битке на Дрини били су заузимање Вишеграда, Сребренице 5/18. септембра, Хан Пијеска 14/27. септембра и Земуна, као и избијање црногорске војске изнад Сарајева на Пале 12/25. септембра 1914. и овладавање Јахорином и Романијом.

#### Други прелазак преко Албаније и боравак на Крфу
Новембра 1915. по други пут прелази Албанију. Борави на Крфу, након чега је у групи официра која је почетком септембра 1916. отишла у Русију због преузимања команде у Српској добровољачкој дивизији.

#### Српски добровољачки корпус у Русији
Фебруара 1917. у Русији распоређен за команданта батаљона у Другој српској добровољачкој дивизији у саставу Српског добровољачког корпуса са седиштем у Одеси, који је инкорпориран је у руску војску.
Фебруарска и октобарска револуција 1917, пресудно утичу на повлачење корпуса из Русије и одлазак на Солунски фронт. Друга добровољачка дивизија транспортована је са југа Русије из Александровска (Запорожје) на Север до луке Архангелск на Белом мору, одакле је преко Баренцовог мора и Норвешког мора, бродовима отишла до Француске. Француском је са севера до југа војска превезена возовима да би бродовима Средоземним морем стигла у Солун.

#### Солунски фронт
Током боравка српске војске у Солуну дошло је до одсудног обрачуна у српској војсци у ком је након Солунског процеса потиснута Црна рука. Бранислав Милосављевић није припадао ни једној од супротстављених неформалних тајних група у војсци, чији утицај на војску и политику може да се прати до 1941. Официри црнорукци који су били у Српском добровољачком корпусу, након Солунског процеса решили су да остану у Русији.
У избегличком логору у Микри код Солуна спевао је песму Изгнаници која је данас позната под насловом Креће се лађа Француска.

### Служба у војсциКраљевине Срба, Хрвата и Словенаца
С обзиром на искуство стечено у Русији у јединицама мешовитог националног састава у којима су се налазили различити народи нове државе, одређен је на дужности у Славонију, где је супротстављање новој држави најчешће било усмерено против војске. Одликован орденом Светог Саве 5. реда (1. 12. 1920).
До 1920. на служби је у Панчевачкој пуковској окружној команди, када је (30. новембра) именован за гарнизонара у Славонској Пожеги. До краја 1922. као потпуковник, командант је гарнизона и 1. батаљона 5. пешадијског пука „Краља Милана“ Дринске дивизије у саставу Прве армије у Славонској Пожеги. После Пожеге, до 12. марта 1923, налази се на дужности команданта места и 3. батаљона 5. пешадијског пука „Краља Милана“ у Броду на Сави (Славонски Брод).
Од 1923. године до краја 1926. на дужностима је у Бањој Луци. Од 12. марта 1923. помоћник је команданта Бањалучког војног округа .
У чин пуковника унапређен је 1. маја 1925, а обављао је дужност команданта места у Бањој Луци.
Од 13. новембра 1926, у пензији и резерви. Од 1927. до 1941. живи у Београду, где сарађује са новинама и часописима.

### Други светски рат
Године 1941, реактивиран је као пешадијски пуковник. После Априлског рата био је у заробљеничком логору у Немачкој, одакле се враћа 12. јуна 1942. у Београд. На други дан Ускрса, 17. априла 1944, погинуо је у 65. години живота у англо-америчком бомбардовању Београда у улици Милоша Великог. Његово тело пренето је, после завршетка бомбардовања, у порту манастира Ваведење Пресвете Богородице на Сењаку, a сахрањен је на Новом гробљу у заједничкој гробници погинулих у бомбардовању, седми ров

### Породица
Бранислав Милосављевић оженио се 18. јула/ 1. августа 1910. године Зором, кћерком Константина Радовановића, судије касационог (врховног) суда, праунуком војводе Цинцар-Јанка Поповића. Имао је петоро деце. Старији син инж. Ратибор Милосављевић (1912—2002) имао је сина Зорана Милосављевића. Млађи син др. Игор Милосављевић (1920—1980), био је неуропсихијатар, предавао на Медицинском факултету, начелник одељења и једно време вд. управник Неуролошке клинике у Београду. Кћерка Вера Ћирић, рођ. Милосављевић, наступала је у младости заједно са старијом сестром Босиљком у балетској групи Маге Магазиновић, завршила је Уметничку школу Бете Вукановић и била је сликар.
Бранислав Милосављевић до рата становао је у породичној кући у Делиградској 9, која је, заједно са суседном симетричном кућом у Делиградској 7 у власништву Томе Цинцар-Јанковића, према пројекту Стојана Тителбаха, дворског архитекте, представљала јединствену целину. По повратку из заробљеништва становао је у породичној кући у Краља Милутина 14, која је била оштећена у бомбардовањима, а једна неексплодирана авионска бомба остала је у кровној конструкцији куће све до 2002. године.

### Песме
Објавио је 4 издања збирке „Мач и лира“, Београд 1909, 1922, 1930, четврто допуњено издање излази под насловом „За Отаџбину“, Београд 1936. Објављен му је и један сепарат из зборника „Напред за Југославију“, Београд 1937. Пошто део песама није поново штампан, збирка „Мач и лира“ из 1909, знатно се разликује од наредних издања.
Објављивао је у многим часописима и листовима своје песме и преводе песама са руског и немачког, а највише Љермонтова, Гетеа и Шилера. Писао је под утицајем романтичарске поезије, а посебно песништва Ђуре Јакшића. У збиркама објављеним између два рата, заступљене су песме из ратова и бројне политички ангажоване песме. Основна идеја његовог „политичког“ песништва, на које је бурно реаговала загребачка штампа називајући га „Бардом Југославије“, јесте да је за очување нове државе неопходно свим мерама учврстити јединство и заједништво народа нове земље, оштро се супротстављајући свим сепаратизмима. Делећи политичке ставове и емоције са, слободно се може рећи, целокупним српским официрским кором његове генерације, најоштрији је противник Хрватске сељачке странке и Хрватског блока, главне сепаратистичке снаге у Југославији, што отворено испољава у својим песмама. Подједнако одлучно супротставља се ширењу комунистичких идеја.
Иако је, као официр, бринуо да му се не пребаци „политизирање“ “. и истиче да никада није имао везе са политиком, при чему мисли да није био члан ниједне од неформалних војно-политичких група, као што су биле Црна и Бела рука, објављивао је у многим новинама и збиркама експлицитно политичко-полемичке песме. На његову оштру и често личну критику није се са благонаклоношћу гледело, поготово када је 1925. Хрватска сељачка странка ушла у владу. И његови сарадници имали су проблема, о чему сведочи у штампи разматрани случај проф. Ферка Ковачића, уредника Пожешког гласа, који је због објављивања његових песама у уводнику листа превремно пензионисан
Предговор издања из 1930. и 1936. завршава са речима у којима је јасно и недвосмислно изражено његово најчвршње уверење да је нову државу потребно подићи на „пиједестал предратне Србије“ којој се „сви други лични обзири имају да жртвују са геслом „Отаџбина изнад свега“.

### Креће се лађа Француска (Изгнаници)
Под утиском дугих путовања морем током повратка из Русије у Микри у Солунском пољу 1917. спевао је песму „Креће се лађа Француска“ . Наслов песме је „Изгнаници“, али је постала позната као Креће се лађа Француска. Песму „Изгнаници“ први пут је објавио у збирци „Мач и лира“ из 1922. године У издању из 1930. у напомени истиче да „Ова песма данас свима позната пева се са измењеним текстом“. Бранислав Милосављевић, који је свирао виолину, вероватно је аутор и мелодије. Његови нотни записи могу се видети у првом издању збирке „Мач и лира“.

### Занимљивости
Његов теча Симеон Сима И. Соколов (1848—1918) . као поручник српске војске и комитски војвода, по налогу генерала Ђуре Хорватовића, за време српско-турског и руско-турског рата 1877-1878., подигао је 18. децембра 1877. у турској позадини код града Трн у данашњој западној Бугарској „Шопски устанак“, због чега му је поводом стогодишњице устанка 1977. у Бугарској у селу Врапче у трнској општини, као националном хероју из времена борбе за ослобођење Бугарске од Турске, подигнут споменик, а документа и личне предмете породица је предала Националном историјском музеју и Народној библиотеци „Св. Кирило и Методије“ у Софији Соколов се, као стипендиста хаџи-Дине, духовника Милоша Обреновића, школовао у Србији, где је стекао основно и средње образовање и завршио Велику школу и Војно училиште за обуку командира. У ратовима служио је као српски и руски официр, одликован је српским одликовањима Таковским крстом и Златном колајном за храброст, а био је и први деловођа Војне академије основане 1880. у Београду. Касније, као посланик у бугарској Скупштини, предузетник и резервни капетан бугарске војске живео је у Бугарској, где пружа помоћ Николи Пашићу за време његовог изгнанства из Србије Као словенофил затечен је српско-бугарским ратом у ком није учествовао. Његов син Александар Соколов, студент рударског факултета у Русији, као четник-комита погинуо је 5/18. септембра 1903. у Илинденском устанку код села Витош у Кочанском крају у данашњој Македонији.
Бранислав Милосављевић је деда глумца Зорана Милосављевића.